# 油谷重工

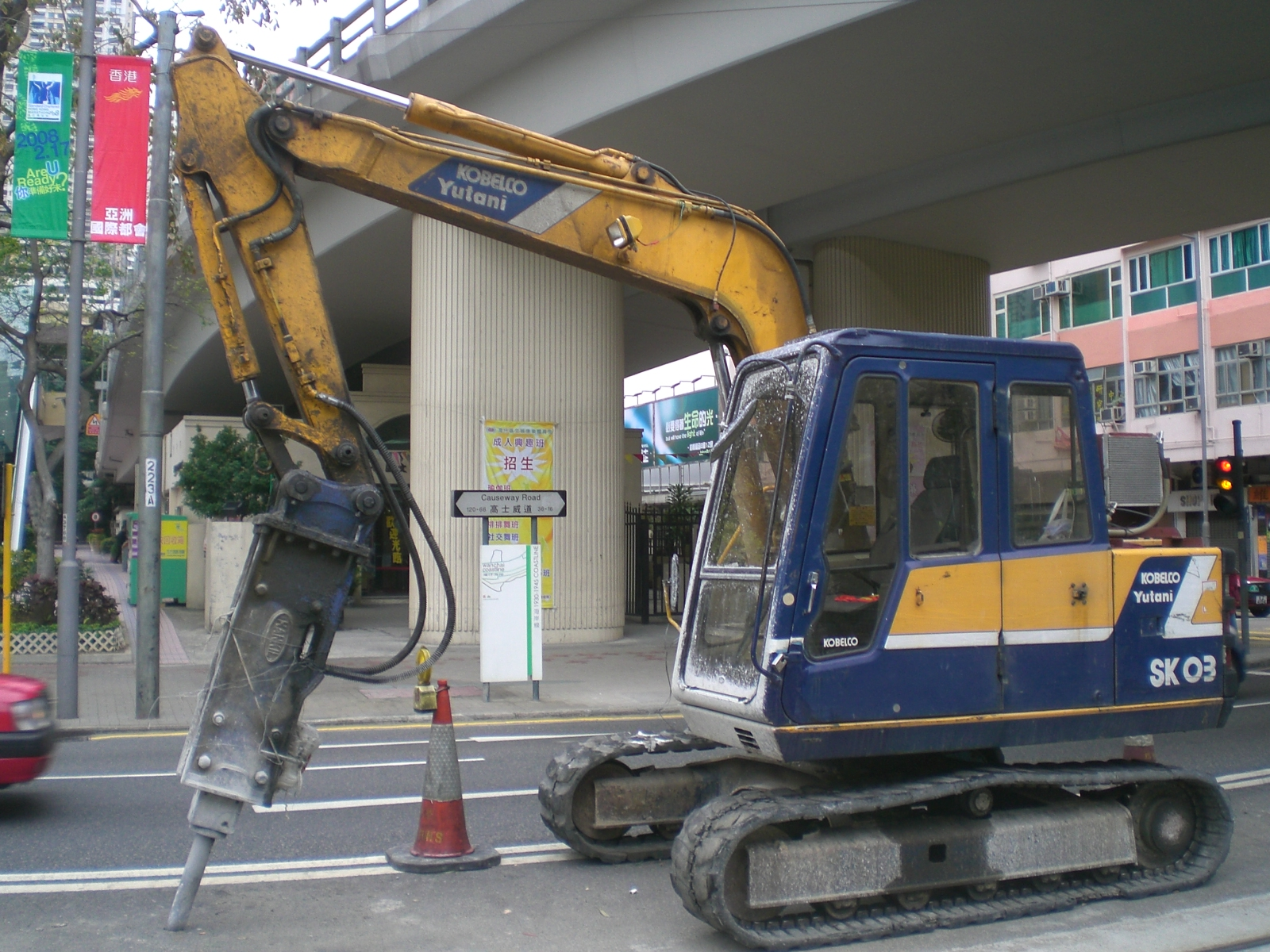
コベルコの建機。「KOBELCO」と「Yutani」の両ブランドが併記されている

油谷重工（ゆたにじゅうこう）とは、かつて建設機械、船舶などを設計、製造していた日本の企業。東京証券取引所第二部に上場していた。証券コードは6307。1999年に神鋼コベルコ建機と合併してコベルコ建機となった 。

## 製品
油圧ショベル
フランスのポクレン社と技術提携しTY45を製造。ユニークな形で、ホイール式油圧ショベルの代名詞ともなった。トミカとしてモデル化もされた。
主なモデルは以下の通り（10A、TY45、LY80はホイール式。それ以外はクローラ式）
10A、FC30S、FCS、 TY45、TC50、TC600、LC80S、LY80、GC120、GC140、RC200、40C、90CK
当時国内の油圧ポンプ、回路の最高圧は２００㎏／㎠級(２０Mpa・㎠）であったのに対しTY45は国産初の２８０ｋｇ/㎠級（２８Ｍｐａ／㎠）と大幅な能力アップを行い
国内ショベルに対し大幅な作業性アップを図るとともに、公道を自走できる(大型特殊車登録可能）為、夜間の道路工事や狭所作業などで革新的な作業性をもたらせた名機である。

YSシリーズ（いずれもクローラ式）
YS300、 YS450、YS450S、YS450C-c、 YS450C、YS450L、YS450W（湿地仕様）、YS500、YS650、YS750、YS750W（湿地仕様）、YS1000、YS1200、 YS1400（ローディングショベル仕様もあり）、YS2000（ローディングショベル仕様もあり）
　ポクレン社と提携する前は自社で建設機械、産業機械。大型船のイカリ巻き上げ用のウインチなどを製造していた。
油圧ショベルをベースとした応用機、特殊仕様機
日本で初めてグラップリング及び破砕を目的としたニブラーや日本国内の林業家に意見を聞き初の国産化したウッドグラップルなど、当時他社では手掛けていなかったようなものが多数あった。また油圧ショベルに装着するアタッチメントとして有名なペッカーも代表的な製品であった。
全旋回式ショベル
SL-1400R - ドーザショベルのような形で旋回するタイプ
クローラダンプ
YD4000、YD6000
その他
船舶、クレーンなど